# John Arch Getty
Pour les articles homonymes, voir Getty.
John Arch Getty, né le 30 novembre 1950 et mort le 19 mai 2025, est un historien américain spécialiste de l'histoire de l'URSS sous Staline. Il enseigne à l'Université de Californie à Los Angeles. 

## Recherches
Né en 1950 en Louisiane, Arch Getty grandit dans l'Oklahoma. Il obtient son Bachelor of Arts à l'Université de Pennsylvanie en 1972 et son Doctor of Philosophy au Boston College en 1979, sous la direction de Roberta Manning. Il devient professeur à l'Université de Californie à Riverside, avant d'enseigner à l'Université de Californie à Los Angeles. À Riverside, il décroche une récompense pour son enseignement au département d'histoire. Arch Getty est remarqué pour ses recherches sur l'histoire de l'URSS, particulièrement sur la période stalinienne et sur le Parti communiste d'Union soviétique (PCUS). 

### Les Grandes Purges
Sur la question de l'origine des Grandes Purges, Getty a développé des thèses qualifiées de « révisionnistes » (Origin of the Great Purges: The Soviet Communist Party Reconsidered, 1933-1938, Cambridge, 1985). Pour constituer cette étude, il s’est appuyé sur les archives de Smolensk, ainsi que sur des documents politiques et des matériaux de presse des années 1930. La thèse qu’il développait dans ce livre a fait scandale parmi les soviétologues. Ne trouvant pas d’éditeur aux États-Unis, il a d'abord dû le publier en Grande-Bretagne. 
Selon J. Arch Getty, les trois épurations du PCUS entre 1933 et 1936 et la « Grande Purge » de 1937 ne formaient pas un crescendo de la terreur. Ces trois épurations n’étaient pas fondamentalement différentes de celles de la décennie précédente. Comme dans les années 1920, l’un des principaux objectifs était de débarrasser du Parti des adhérents peu motivés ou insuffisamment soumis à sa discipline. Il s’agissait aussi, à partir de 1935, de remettre de l’ordre dans les pratiques des directions locales qui délivraient les cartes des militants. 
Getty a mis l’accent sur les dysfonctionnements au sein d’un État considéré comme faible et peu ordonné. Ceux qui constituaient les véritables obstacles à la politique du régime bolchévique étaient des officiels du Parti. Dotés de pouvoirs souvent très larges, ils étaient enclins à négliger les directives dont l’exécution ne contribuait pas à renforcer leurs positions. La fiabilité très précaire de tous les organismes et de tous les niveaux hiérarchiques de l’immense État-Parti a entraîné des conflits entre l’administration centrale et les appareils locaux. Ces tensions internes ont engendré une « guerre civile » au sein de la bureaucratie. Le « chaos » au sein des principales institutions du régime a été à l’origine de l’extension anarchique de la terreur.
Selon Getty, il est impossible de comprendre les évènements tragiques de 1937 comme une campagne d’extermination qui serait la réalisation fidèle d’un projet longuement mûri. La seule volonté politique des dirigeants ne permet pas d’appréhender pleinement le phénomène de violence et de répression de masse. Les purges ont été alimentées par un élan considérable de la base, autant que par des pressions de la hiérarchie. Il y a eu des dénonciations en masse provenant « d’en bas », ainsi que de nombreux volontaires pour persécuter et torturer les « ennemis du peuple ». Un grand nombre de cadres impopulaires ont ainsi été tués.
Staline aurait été entraîné dans ces grandes purges par des « radicaux » au sein du Politburo tels que Viatcheslav Molotov et Nikolaï Iejov. Même si Staline en a la première responsabilité, il était peu favorable à ces purges et en a condamné les « excès ». Selon Getty, contrairement à ce qui est couramment avancé, il n'est pas permis d'affirmer que Staline ait lui-même ordonné l'assassinat de Sergueï Kirov, événement qui a marqué le début des Grandes Purges. Staline n’aurait été qu’un dictateur « faible », constamment ballotté entre deux factions en lutte au sein du Politburo, les « modérés » et les « radicaux ». 
J. Getty pensait d'autre part que les estimations sur les victimes de la terreur données par les précédents spécialistes étaient bien trop élevées, celles de Robert Conquest particulièrement, et il les a nettement revues à la baisse : par centaines de milliers d'une répression à l'autre et non par millions entre 1934 et 1941. Il a aussi remis en question la valeur du témoignage des réfugiés d'Union soviétique. Les transfuges qui contredisaient l’image officielle étaient pour la plupart animés d’un sentiment de haine profond à l’égard du pouvoir soviétique, ce qui rendait leur jugement partial et partisan. De plus, les témoignages étaient parfois basés sur des rumeurs ou des préjugés plutôt que sur une connaissance directe des événements, certains auteurs ne vivant pas en URSS à l’époque où ils s’étaient déroulés. Ces récits ne pouvaient pas être vérifiés et n’étaient donc pas fiables.
J. Getty a aussi mis en doute le nombre des victimes dans les pays communistes, de la manière dont Le Livre noir du communisme l'a estimé. Il a remarqué que la famine était responsable de plus de la moitié des 100 millions de victimes dénombrées par Stéphane Courtois.

### Les relations entre l’État et la société
D’après J. Getty, au cours des périodes de changements sociaux et politiques rapides, les origines et les causes de ces changements sont souvent difficiles à déterminer : « Même quand l’État semblait triompher de la société, comme avec la collectivisation, il a été forcé d’accepter d’importants compromis. La société a changé les bolchéviks autant qu’ils ont changé la société. »
Il lui semble plus important d’étudier le contexte des évènements, les acteurs et les phénomènes, que de se demander si l’initiative a été d’abord prise par la société ou par l’État : « la vraie histoire sociale est l’étude du processus des relations entre l’État et la société ».
J. Getty introduisait une récente publication par une autocritique, avançant qu’il aurait sous-estimé les facteurs institutionnels, politiques et répressifs dans la dynamique de la terreur, au profit des facteurs sociaux et individuels.

## Principales publications
- (en) Stalin's "Iron Fist": The Times and Life of N. I. Yezhov, Yale University Press, à venir.
- (en) avec Oleg V. Naumov, The Road to Terror: Stalin and the Self-Destruction of the Bolsheviks, 1932-1939, New Haven, Yale University Press, 1999, 672 p.
- (en) avec Roberta T. Manning (éd.), Stalinist Terror: New Perspectives, New York, Cambridge University Press, 1993, 304 p.
- (en) avec V. P. Kozlov (éd.), The Central Party Archive: A Research Guide, Pittsburgh University, 1993.
- (en) Origins of the Great Purges: The Soviet Communist Party Reconsidered, 1933-1938, New York, Cambridge University Press, 1985, neuvième édition, 1996.